# Izumi (Osaka)
Izumi (和泉市?, Izumi-shi) è una città giapponese della prefettura di Osaka.